# 3-Dietilaminofenol
3-Dietilaminofenol, N,N-dietil-3-aminofenol ou M-(dietilamino)fenol, é o composto orgânico de fórmula química C10H15NO, fórmula linear (C2H5)2NC6H4OH e massa molecular 165,23. É classificado com o número CAS 91-68-9, Beilstein Registry Number 908212, número EC 202-090-9, número MDL MFCD00002265 e PubChem Substance ID 24846564. Apresenta ponto de fusão 69-72 °C e ponto de ebulição de 170 °C (15 mmHg). Solubilidade em água menor que 1 mg/mL a 20,5 °C (68,9 ° F).
É utilizado como um intermediário de síntese orgânica em ambientes industriais sob condições de armazenagem estrita e rigorosamente controladas.
A reação de dois moles de 3-dietilaminofenol com um mol de anidrido ftálico com a adição de ácido sulfúrico e ácido clorídrico sob aquecimento produz o corante rodamina B.
De alta toxicidade após ingestão de grandes quantidades. Existe o risco de danos para o sangue (metemoglobinemia) após uma única absorção.